# كارمي تومسون
كارمي تومسون هو سياسي أمريكي، ولد في 4 سبتمبر 1870 في مقاطعة واين في الولايات المتحدة، وتوفي في 22 يونيو 1942 في مقاطعة كاياهوغا في الولايات المتحدة. نشط حزبياً في الحزب الجمهوري. وقد انتخب Treasurer of the United States ‏.